# Moneilema manni
Moneilema manni är en skalbaggsart som beskrevs av Psota 1930. Moneilema manni ingår i släktet Moneilema och familjen långhorningar. Inga underarter finns listade i Catalogue of Life.